# Lítovský mokřad
Lítovský mokřad este o arie protejată (arie specială de conservare — SAC, sit de importanță comunitară — SCI) din Republica Cehă întinsă pe o suprafață de 1,11 ha, integral pe uscat.

## Localizare
Centrul sitului Lítovský mokřad este situat la coordonatele 50°09′45″N 12°30′47″E / 50.1625°N 12.513056°E.

## Înființare
Situl Lítovský mokřad a fost declarat sit de importanță comunitară în mai 2016 pentru a proteja un număr necunoscut de specii din flora spontană și fauna sălbatică aflate în arealul zonei. Situl a fost protejat și ca arie specială de conservare în iulie 2019.

## Biodiversitate
Situată în ecoregiunea continentală, aria protejată conține 1 habitat natural: Ape puternic oligomezotrofe cu vegetație bentonică cu Chara spp..
La baza desemnării sitului se află un număr nedeclarat de specii protejate.